# Михайло-Ларинська сільська рада
Михайло-Ларинська сільська́ ра́да — адміністративно-територіальна одиниця та орган місцевого самоврядування у Вітовському районі Миколаївської області. Адміністративний центр — село Михайло-Ларине.

## Загальні відомості
- Населення ради: 1 918 осіб (станом на 2001 рік)

## Населені пункти
Сільській раді підпорядковані населені пункти:
- с. Михайло-Ларине

## Склад ради
Рада складається з 16 депутатів та голови.
- Голова ради: Карманова Ольга Юріївна
- Секретар ради: Омельчак Віталія Миколаївна

### Керівний склад попередніх скликань
| Прізвище, ім'я, по батькові     | Основні відомості                                                         | Дата обрання | Дата звільнення |
| ------------------------------- | ------------------------------------------------------------------------- | ------------ | --------------- |
| Крижановський Сергій Вікторович | Сільський голова, 1961 року народження, член Української Народної Партії  | 26.03.2006   | 31.10.2010      |
| Карманова Ольга Юріївна         | Сільський голова, 1957 року народження, освіта вища, член Партії регіонів | 15.05.2011   |                 |

Примітка: таблиця складена за даними сайту Верховної Ради України

### Депутати
За результатами місцевих виборів 2010 року депутатами ради стали:

#### За суб'єктами висування
| Суб'єкт висування           | Кількість обраних депутатів | %    |
| --------------------------- | --------------------------- | ---- |
| Самовисування               | 8                           | 50   |
| Партія регіонів             | 5                           | 31,3 |
| Комуністична партія України | 3                           | 18,8 |

#### За округами
| № округу                    | Прізвище, ім'я, по батькові      | Дата визнання обраним | Освіта             | Партійна приналежність            | Відомості про обраного депутата                               |
| --------------------------- | -------------------------------- | --------------------- | ------------------ | --------------------------------- | ------------------------------------------------------------- |
| Комуністична партія України |                                  |                       |                    |                                   |                                                               |
| 1                           | Тлуста Любов Михайлівна          | 05.11.2010            | вища               | член Комуністичної партії України | Михайло-Ларинська загальноосвітня школа, вчитель              |
| 5                           | Качалаба Михайло Якович          | 05.11.2010            | середня            | член Комуністичної партії України | пенсіонер                                                     |
| 8                           | Сорока Любов Михайлівна          | 05.11.2010            | середня спеціальна | член Комуністичної партії України | пенсіонер                                                     |
| Партія регіонів             |                                  |                       |                    |                                   |                                                               |
| 2                           | Рудавська Антоніна Олександрівна | 05.11.2010            | середня спеціальна | член Партії регіонів              | тимчасово не працює                                           |
| 3                           | Ющик Тетяна Федорівна            | 05.11.2010            | середня спеціальна | член Партії регіонів              | Михайло-Ларинська загальноосвітня школа, секретар             |
| 6                           | Манжула Людмила Анатоліївна      | 05.11.2010            | вища               | член Партії регіонів              | Жовтнева РДА, начальник відділуо рганізаційно-кадрової роботи |
| 11                          | Охрисько Вадим Володимирович     | 05.11.2010            | вища               | член Партії регіонів              | ПП «Автотрак», комірник                                       |
| 16                          | Ярцева Ірина Анатоліївна         | 05.11.2010            | вища               | член Партії регіонів              | ЖКП «Інгул», головний бухгалтер                               |
| Самовисування               |                                  |                       |                    |                                   |                                                               |
| 4                           | Крикун Анатолій Микитович        | 05.11.2010            | середня            | позапартійний                     | пенсіонер                                                     |
| 7                           | Лешко Людмила Олексіївна         | 05.11.2010            | середня            | позапартійна                      | СК «Злагода», інспектор ВК                                    |
| 9                           | Омельчак Віталіна Михайлівна     | 05.11.2010            | вища               | позапартійна                      | Михайло-Ларинська сільська рада, діловод                      |
| 10                          | Ковальова Лариса Олександрівна   | 05.11.2010            | середня спеціальна | позапартійна                      | тимчасово не працює                                           |
| 12                          | Кудвицька Марія Дмитрівна        | 05.11.2010            | середня спеціальна | позапартійна                      | тимчасово не працює                                           |
| 13                          | Садова Тетяна Йосифівна          | 05.11.2010            | середня спеціальна | позапартійна                      | СК «Злагода», заступник головного бухгалтера                  |
| 14                          | Охрисько Ганна Іванівна          | 05.11.2010            | середня спеціальна | позапартійна                      | пенсіонер                                                     |
| 15                          | Туз Володимир Аркадійович        | 05.11.2010            | середня            | позапартійний                     | Нефтебаза, охоронець                                          |

## Населення
За переписом населення України 2001 року в сільській раді мешкало 1898 осіб.

### Мова
Розподіл населення за рідною мовою за даними перепису 2001 року:
| Мова       | Відсоток |
| ---------- | -------- |
| українська | 90,51 %  |
| російська  | 7,72 %   |
| молдовська | 1,51 %   |
| білоруська | 0,05 %   |
| болгарська | 0,05 %   |